# Oligacanthorhynchus bangalorensis
Oligacanthorhynchus bangalorensis är en hakmaskart som först beskrevs av Pujatti 1951.  Oligacanthorhynchus bangalorensis ingår i släktet Oligacanthorhynchus och familjen Oligacanthorhynchidae. Inga underarter finns listade i Catalogue of Life.